# Palacio de Congresos y Auditorio de Navarra

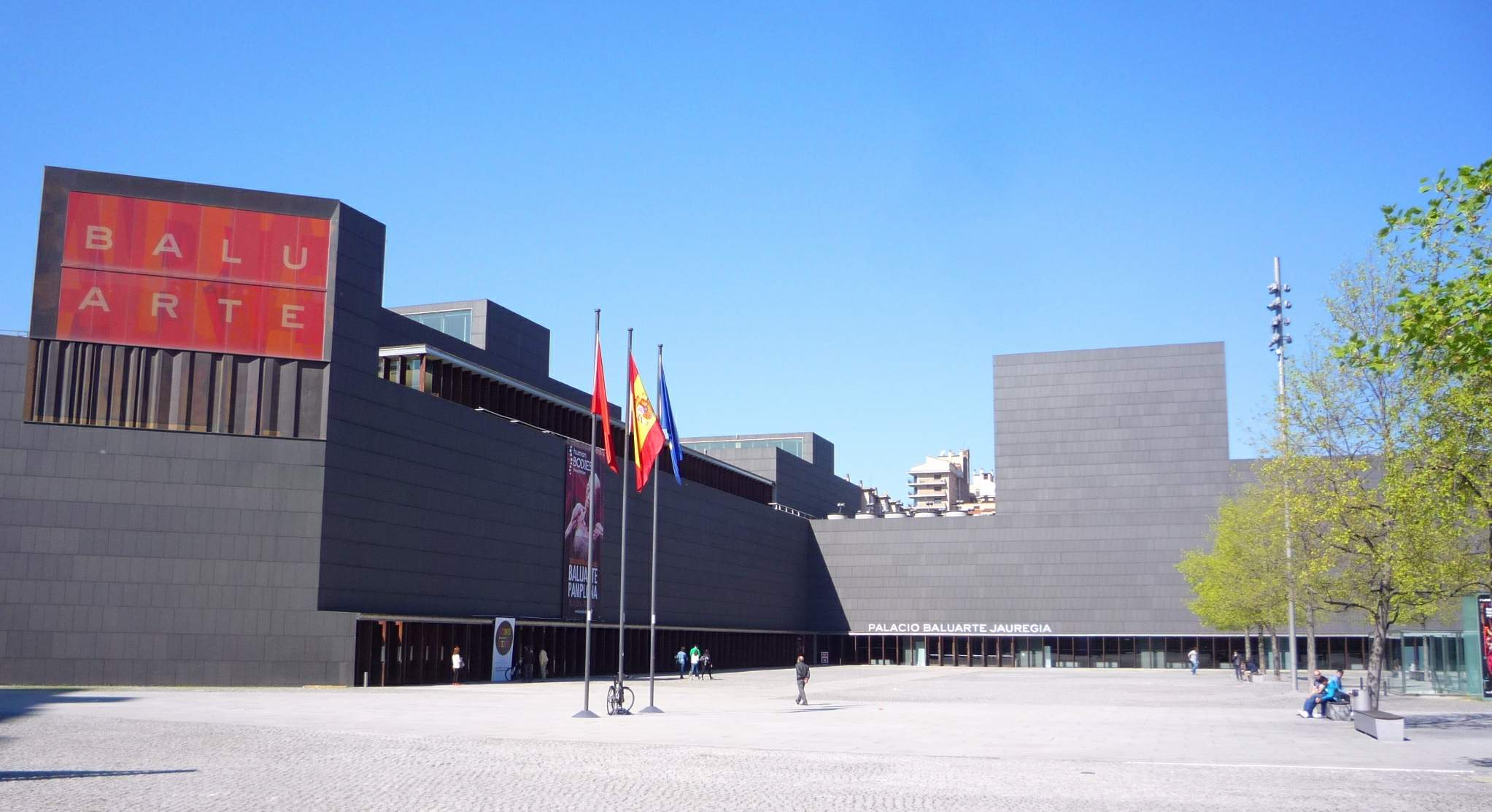
Vista panorámica de Baluarte.

El Palacio de Congresos y Auditorio de Navarra (en vasco, Baluarte Batzar Jauregia eta Nafarroako Auditorioa), conocido simplemente como el Baluarte, es un edificio terminado en 2003 cuyo fin es contribuir al desarrollo cultural de la ciudad de Pamplona y, en general, de la comunidad de Navarra, supliendo las carencias de las que, hasta su construcción, adolecía la capital navarra.
Es un gran espacio capaz de albergar todo tipo de eventos culturales y comerciales. Se trata de uno de los espacios de este tipo más grandes de España, con una superficie total de 63 000 m², incluidas las dos plantas de aparcamiento subterráneo. El edificio fue diseñado por el arquitecto navarro Francisco Mangado y promovido por el Gobierno de Navarra, y su construcción costó 77 000 000 €.
La denominación de «Baluarte» fue adoptada en homenaje al baluarte derribado de la ciudadela de Pamplona sobre el que se asienta el edificio. El palacio cuenta con una sala sinfónica para 1 568 personas, una sala de cámara para 444 personas, salas de exposiciones, de congresos y de conferencias, camerinos, restaurantes, cafeterías, estacionamiento para novecientos coches, etc.

## Emplazamiento

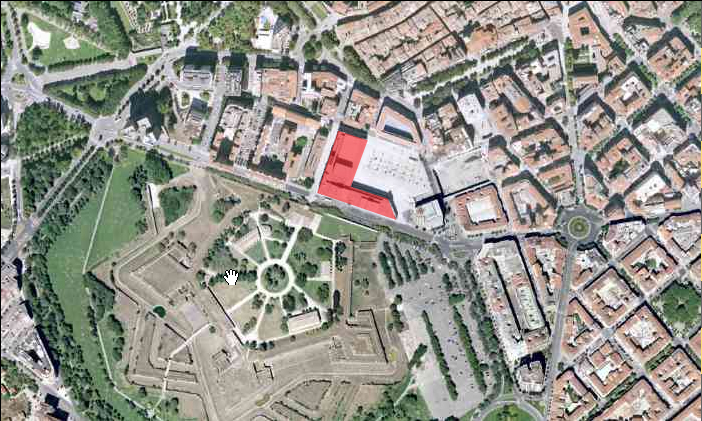
Situación de Baluarte en Pamplona.

Situado en el mismo centro de la ciudad, Baluarte goza de un emplazamiento privilegiado de encrucijada entre la zona comercial y de ocio más dinámica de la ciudad, y la monumentalidad de la ciudadela de Pamplona, antigua fortaleza del siglo XVI convertida en un importante parque. El edificio se encuentra en el Primer Ensanche, lugar donde se construyeron a principios del siglo XX los cuarteles de infantería, y enlaza el centro de la ciudad con el importante conjunto de áreas verdes que la rodean, trazando la continuidad entre el centro histórico de Pamplona y el recinto de la ciudadela, y consuma el encuentro con el Segundo Ensanche. Su propia configuración en forma de «L» se proyecta, además, hacia una extensa plaza peatonal de 10 000 m², denominada plaza de la Constitución.

## Historia

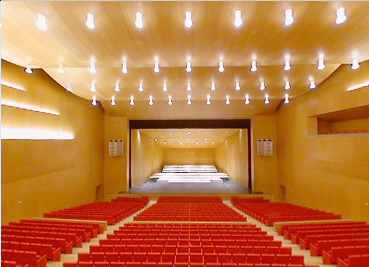
Sala sinfónica para 1 568 personas.

Pamplona, comenzó en la década de los años 1990 con deficiencias serias en cuanto a equipamientos culturales que permitieran a la ciudad desarrollar eventos tales como congresos a nivel nacional, conferencias... En aquel momento se contaba con el Teatro Gayarre, pero su patio de butacas era insuficiente, y no permitía llevar a cabo óperas ni grandes espectáculos que la ciudad requería. De esta forma, el Ayuntamiento de Pamplona decidió construir un nuevo edificio que resolviera todas estas carencias culturales de vez. Para ello, contaba con un solar en el centro de la ciudad, al lado de la Ciudadela, del nuevo Parlamento, y de la estación de autobuses.
Para ello, llevó a cabo un concurso a nivel nacional para que los estudios de arquitectura formularan sus propuestas. Este concurso fue ganado por el estudio del arquitecto navarro Francisco Mangado, que tendría la posibilidad de construir su primer gran edificio. Con 63 000 m², se convertiría en uno de los más grandes espacios de este tipo en España. Se comenzaron las obras, que terminaron hacia octubre de 2003. Al comenzar a excavar el enorme hueco que ocuparían las novecientas plazas de garaje, se encontraron los restos de uno de los baluartes de la ciudadela, el de San Antón, que había sido derruido en la década de 1950 para construir la avenida del Ejército. Se decidió integrar este baluarte en el diseño, dándole nombre al edificio, Baluarte, y generando una nueva sala de exposiciones que contendría los restos y que se llamaría «sala de la Muralla».
Desde su inauguración en octubre de 2003 por los duques de Lugo, el edificio ha acogido decenas de exposiciones, congresos, conferencias y centenares de conciertos, tanto los organizados por la Sociedad Baluarte, como de la Orquesta Sinfónica de Euskadi, la Orquesta Sinfónica de Navarra (antes conocida como Pablo Sarasate), y la Sociedad Filarmónica de Navarra.

## Arquitectura

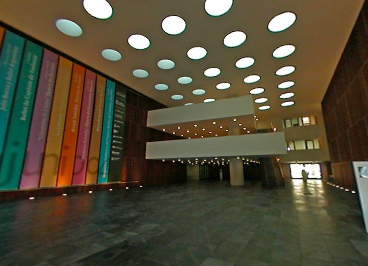
Vestíbulo principal de entrada.

El edificio del Baluarte fue ideado por Mangado y Asociados. Su situación entre la avenida del Ejército, una vía con gran densidad de tráfico, y próximo al centro histórico de Pamplona y a la ciudadela determinan en gran medida su disposición y formalización.
El Baluarte se configura como una gran «L» que se cierra a la avenida del Ejército y se abre hacia el nuevo Parlamento de Navarra y al antiguo solar de Intendencia, hoy de El Corte Inglés. Esta disposición abre una gran plaza, la plaza del Baluarte, que fue polémica desde su inicio por el pavimento, de adoquines irregulares que hacían complicado el tránsito de carritos, sillas de ruedas, bicicletas y de calzado con tacones, y que ha dado lugar a intervenciones posteriores para cambiar en algunos puntos el adoquín por una losa más lisa y funcional. En esta plaza se encuentran el edificio de información y taquillas y una nueva cafetería.
La organización interior es sencilla: la sala principal ocupa toda un ala, junto con unos grandes pasillos perimetrales que la rodean. La otra contiene las salas de exposiciones y de congresos, y entre ambas alas aparece el gran vestíbulo principal. El edificio se cierra con grandes paños de hormigón hacia la avenida del Ejército, mientras que se abre hacia la plaza con un gran acristalamiento inferior.
El edificio completo está revestido por placas de cuarcita traídas desde Zimbabue, que aportan una apariencia muy masiva y soportan bien la contaminación propia al tráfico próximo.
En diciembre de 2006 se terminaron las obras de la cafetería de la plaza, diseñada también por Mangado, y que es una caja de vidrio que se abre totalmente al exterior.
El 22 de abril de 2007 se inauguró una escultura como homenaje a las víctimas del terrorismo en la plaza del Baluarte.

## Visitantes
El Baluarte alcanzó en tres años el millón de visitantes. En 2006, fueron unas 400 000 las personas que pasaron por sus exposiciones, conciertos, óperas, espectáculos, congresos y actos, de forma que se sitúa entre los espacios de este tipo con mayor número de visitantes (el cuarto, por detrás de Madrid, Barcelona y Bilbao), y el sexto en recaudación. En 2007 se alcanzó el equilibrio entre gastos e ingresos, resultando un pequeño superávit de 276 000 € para la Fundación Baluarte. En 2008 fueron 369 000 los visitantes, y la institución registró un superávit de 405 000 €.

## Críticas

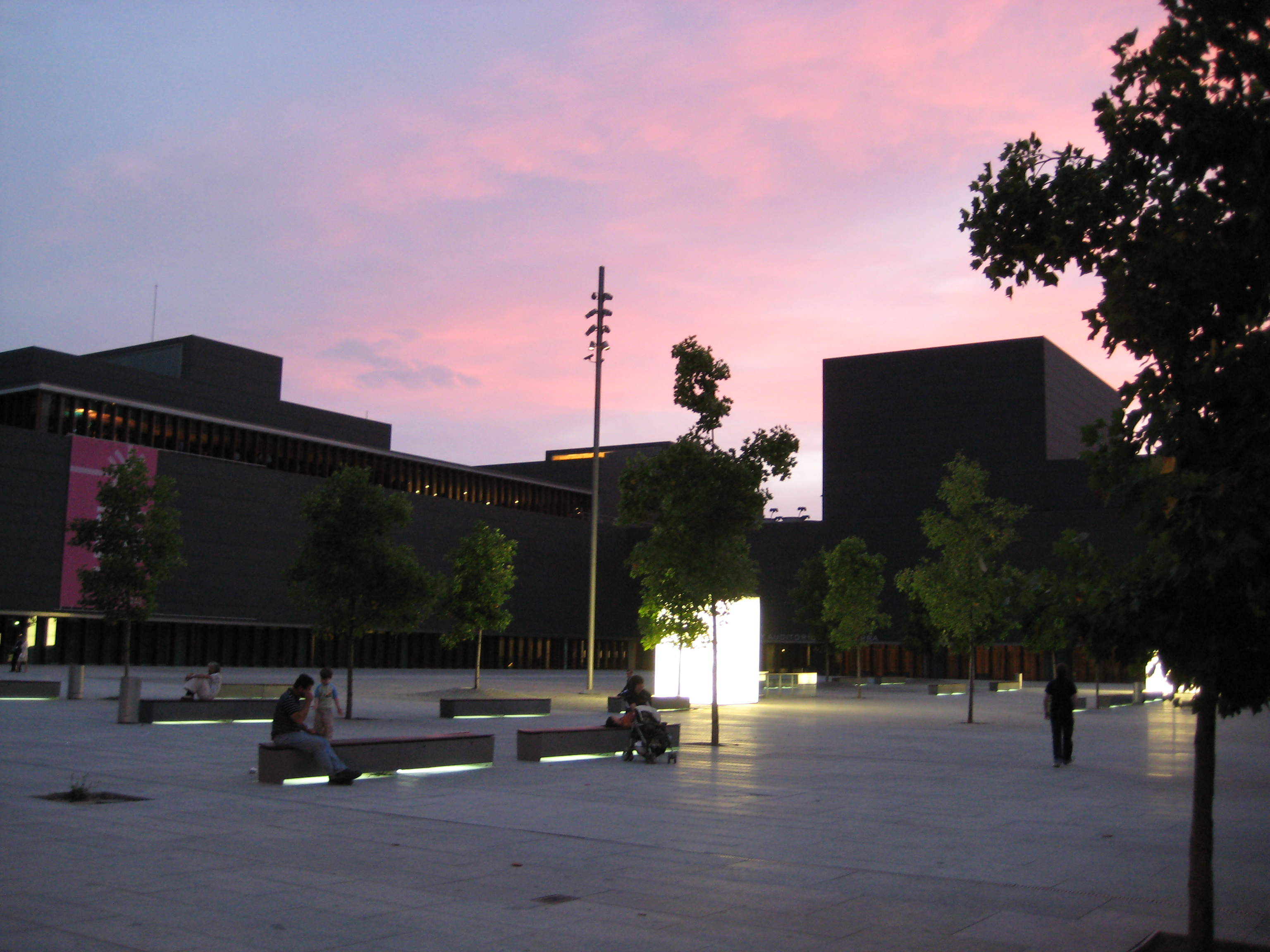
Plaza del Baluarte al atardecer.

El edificio de Baluarte ha sido criticado desde su construcción por diversos motivos y sectores de la población. Las críticas no se han centrado en la necesidad y oportunidad del edificio, sino en algunas de sus características: el color negro de la fachada, su orientación dando la espalda a la ciudadela de Pamplona, el adoquinado irregular de la plaza, tan incómodo para andar que fue sustituido en la mitad de la superficie por losas lisas, el inadecuado lugar donde se situó la cafetería, que obligó a construir otra exterior en la plaza, las escaleras de acceso al aparcamiento subterráneo, abiertas al exterior e inundables en días de lluvia, etc.

### Presupuesto
El Palacio de Congresos y Auditorio de Navarra fue criticado antes de ser construido por su alto presupuesto, unos 14 000 000 000 ₧. El Gobierno de Navarra apostó muy fuerte por este nuevo equipamiento para la ciudad, y dada la magnitud del proyecto se destinó una importante partida del presupuesto de Navarra para su construcción. Se ha criticado que Baluarte podría ser excesivamente grande para una ciudad como Pamplona, aunque el número de visitantes con el que cuenta, y el crecimiento en el que está inmersa el área metropolitana de Pamplona indican lo contrario, y a finales de 2006 logró un superávit de 276 000 €.

### Revestimiento exterior
Baluarte cuenta con una fachada ventilada; su revestimiento exterior es un aplacado de piedra, concretamente una cuarcita gris traída desde Zimbabue. Este aspecto exterior gris ha sido criticado por su estética, ya que para algunas personas provoca una apariencia triste, e incluso se le denomina despectivamente como «la Kaaba», aunque se trata de algo muy minoritario. El revestimiento exterior vino condicionado, según el arquitecto Mangado, por la enorme contaminación consecuencia del tráfico de la avenida del Ejército, aneja al edificio, de forma que se buscó un material que soportase esta contaminación y no requiriese demasiado mantenimiento.

### Pavimentación de la plaza
La plaza del Baluarte, el espacio al cual se abre el edificio, cuenta desde su construcción con una pavimentación de adoquín sin pulir. Este elemento ha sido de lejos el tema más polémico de todo el edificio. En el acto de inauguración algunas mujeres que accedieron con tacones se quejaron de la dificultad de acceder al interior pasando por la plaza, problema que se vio acentuado con la apertura al público y la llegada de espectáculos y exposiciones, y el acceso cada vez mayor de personas con carritos, sillas de ruedas, bicicletas y personas de avanzada edad. Este pavimento rugoso, que era pulido en el proyecto inicial se convirtió en tema de debate público, y provocó una serie de actuaciones destinadas a facilitar el uso diario de la propia plaza y del edificio en sí. Actualmente la plaza cuenta con una pavimentación en un 40 % del adoquín original, y en un 60 % de una losa lisa más funcional. Los costes adicionales consecuencia del cambio de pavimento fueron asumidos por el Gobierno de Navarra.

## Gestión
Actualmente está gestionado por la empresa pública Navarra de Infraestructuras de Cultura, Deporte y Ocio S. L.